# Economic Cooperation Administration

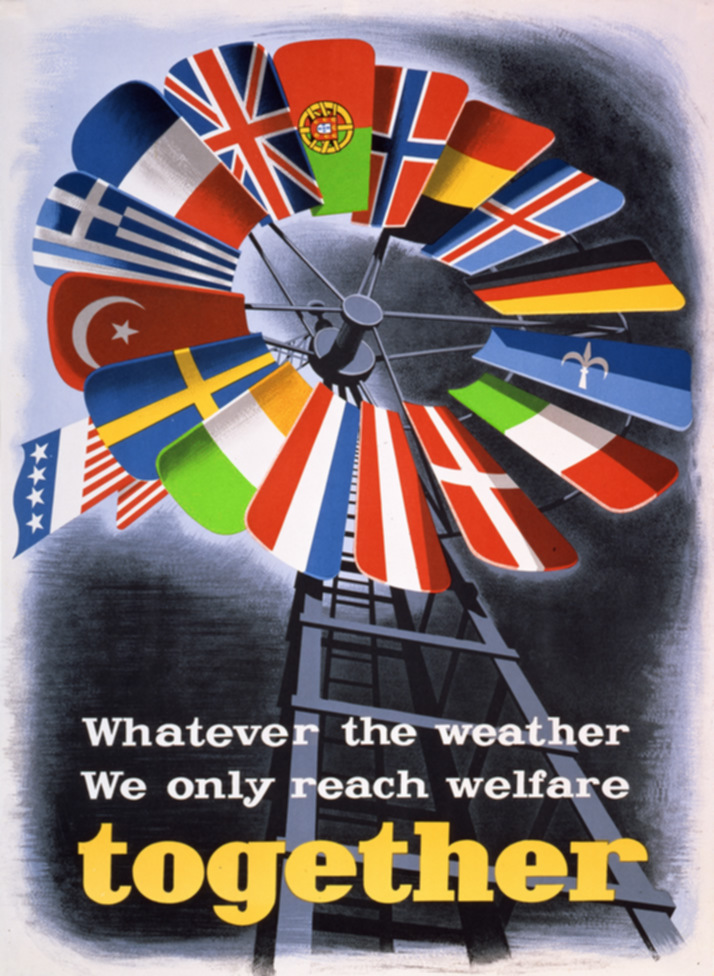
Poster der ECA

Die Economic Cooperation Administration (ECA) war ein US-amerikanisches Amt, das im Jahre 1948 vom Kongress der Vereinigten Staaten im Foreign Assistance Act zur Verwaltung der amerikanischen Unterstützungsgelder des Marshallplans gegründet wurde. Es unterstand dem Außenministerium und dem Handelsministerium der Vereinigten Staaten. Die ECA stand unter der Leitung von Paul G. Hoffman, einem ehemaligen Manager von Studebaker, sowie weiterer führender Menschen aus der Wirtschaft. Obwohl in jeder Hauptstadt der sechzehn am Marshallplan teilnehmenden Länder ein ECA-Büro eingerichtet wurde, konnten die einheimischen Beamten die erforderlichen Maßnahmen besser überblicken als die ECA-Mitarbeiter.
1951 wurde das Amt durch die neugeschaffene Mutual Security Agency (MSA) ersetzt. Einige der in Deutschland mit Marshallplangeldern finanzierten Siedlungen tragen noch heute den Namen ECA-Siedlung oder MSA-Siedlung.